# غروفر ك. وين
غروفر ك. وين (بالإنجليزية: Grover C. Winn)‏ هو سياسي أمريكي، ولد في 3 يناير 1886، وتوفي في 18 مايو 1943. نشط حزبياً في الحزب الجمهوري.